# Лесовое (Ружинский район)
Лесовое (укр. Лісове) — село на Украине, находится в Ружинском районе Житомирской области.
Код КОАТУУ — 1825282402. Население по переписи 2001 года составляет 50 человек. Почтовый индекс — 13610. Телефонный код — 4138. Занимает площадь 0,409 км².

## Адрес местного совета
13610, Житомирская область, Ружинский р-н, с.Вчерайше, ул. Б. Бердичевская, 10